# Facharzt für Transfusionsmedizin
Facharzt für Transfusionsmedizin, auch Transfusionsmediziner/Transfusionsmedizinerin, ist in Deutschland die offizielle Bezeichnung für einen Facharzt, der sich auf die ärztliche Tätigkeit im Gebiet Transfusionsmedizin spezialisiert hat.

## Gebiet Transfusionsmedizin
Das Gebiet Transfusionsmedizin umfasst nach der Definition der deutschen Weiterbildungsordnung für Ärztinnen und Ärzte von 2018 als klinisches Fach die hämotherapeutische Behandlung von Patienten sowie die Erfüllung von Aufgaben in der Vorbereitung, Durchführung und Bewertung hämotherapeutischer und transplantationsmedizinischer Maßnahmen, die Auswahl und medizinische Betreuung von autologen und allogenen Blut-, Zell- und Gewebespendern, die Herstellung, Prüfung und Weiterentwicklung biologischer Arzneimittel wie allogener und autologer zellulärer und plasmatischer Blut-, Zell-, Gewebe- und Stammzellpräparate, die Beurteilung der Histokompatibilität allogener Zell-, Gewebe- und Organtransplantate sowie die Durchführung von transfusionsmedizinischen Therapieverfahren einschließlich therapeutischer Hämapheresen am Patienten.

## Facharzt-Weiterbildung
Um in Deutschland als Transfusionsmediziner tätig werden zu können, muss nach dem Abschluss eines Medizinstudiums und erteilter Approbation als Arzt eine mindestens fünfjährige Weiterbildung im Gebiet Transfusionsmedizin Erfolg absolviert worden sein. Die Berechtigung zur Führung einer Facharzt- oder Zusatzbezeichnung wird nach einer mündlichen Prüfung von der zuständigen Landesärztekammer erteilt.
Die Weiterbildung muss an zugelassenen Weiterbildungsstätten absolviert werden: mindestens
- 60 Monate Transfusionsmedizin. Davon
  - müssen 18 Monate in anderen Gebieten der unmittelbaren Patientenversorgung mit hämotherapeutischem Bezug abgeleistet werden,
  - können zum Kompetenzerwerb bis zu 6 Monate Weiterbildung in Laboratoriumsmedizin und/oder Mikrobiologie, Virologie und Infektionsepidemiologie erfolgen

Bei der Anmeldung zur Weiterbildungsprüfung müssen der zuständigen Ärztekammer sämtliche Nachweise über die erfüllten Mindestanforderungen vorgelegt werden. Dazu gehören auch die Logbuch-Dokumentationen über alle durch die MWBO vorgegebenen Inhalte der Weiterbildung. Zur Weiterbildungsprüfung muss man darlegen, dass man über die entsprechenden Kenntnisse, Erfahrungen und Fertigkeiten im Fach verfügt.

### Inhalte der Weiterbildung
Zur Weiterbildungsprüfung muss dargelegt werden können, dass man Kenntnisse, Erfahrungen und Fertigkeiten unter anderem in folgenden Bereichen erlangt hat:
- Notfallbehandlungen
- Entzündungen und Infektionen
- Alters-, geschlechts- und kulturspezifische Erkrankungen
- Tumorerkrankungen
- Transplantation
- Blut-, Zell- und Gewebespende und Herstellung von biologischen Arzneimitteln
- Diagnostische Verfahren
- Therapeutische Verfahren
- Hämostasestörungen

Die Inhalte der Musterweiterbildungsordnung sind allerdings nur eine Empfehlung für die rechtsverbindlichen Weiterbildungsordnungen der Landesärztekammern, die hiervon abweichende Regelungen treffen können.

## Zusatz-Weiterbildungen
Fachärztinnen und -ärzte für Transfusionsmedizin haben die Möglichkeit, sich durch eine Zusatz-Weiterbildung in einem Gebiet der unmittelbaren Patientenversorgung weiter zu qualifizieren.